# Nosson Scherman
Pour les articles homonymes, voir Scherman.
Nosson Scherman (né en 1935 à Newark, New Jersey) est un rabbin américain, connu comme éditeur des ouvrages publiés par ArtScroll/Mesorah, à New York.

## Éléments biographiques
Nosson Scherman est né en 1935, à Newark, au New Jersey. Ses parents ont une petite épicerie. 

### Études
Il fréquente l'école publique, et après l'école, l'après-midi, il étudie dans un Talmud Torah, fondé en 1942 par le rabbin Shalom Ber Gordon, un hassid de Loubavitch, qui a une grande influence sur lui.
Il étudie, en internat, à l'âge de 10 ans à la Yeshiva Torah Vodaas de Brooklyn. Il étudie ensuite au Beth Medrash Elyon à Spring Valley, dans l'État de New York.

### Enseignement
Il enseigne pendant environ 8 ans à la Yeshiva Torah VoDaas avant de diriger la Yeshiva Karlin Stolin à Borough Park pendant 6 ans.

## Famille
Nosson Scherman épouse Chana Frumet Guggenheim, née en 1934 aux Pays-Bas, de parents d'origine allemande, ayant fui la montée du nazisme. Elle est une nièce du rabbin Élie Munk. Elle est décédée le 31 décembre 2012.
Ils ont 8 enfants: Yitzchok Zev, Ephraim, Avrohom, Nechama Friedman, Chaya Sutton, Malkie Weinberger, Libi Glustein, et Sari Groner.

## ArtScroll
À la demande du rabbin Meir Zlotowitz, , le rabbin Meir Fogel, Nosson Scherman embarque dans une nouvelle carrière après celle d'enseignant, celle d'éditeur et d'écrivain
,,,,,,.
En 1975, un ami de Meir Zlotowitz meurt, sans enfant. Meir Zlotowitz décide de publier, en sa mémoire, une traduction du livre biblique Esther avec des commentaires du rabbin Nosson Scherman. C'est un succès d'édition immédiat. 20,000 copies se vendent. C'est un tournant. Avec l'encouragement d'autorités rabbiniques, il transforme son entreprise en une maison d'édition pour les textes essentiels du judaïsme, dont le Talmud. En 2005, les 73 volumes du Talmud de Babylone sont complétés. L'impact est énorme, au niveau mondial,
Plus de 700 ouvrages ont été publiés, incluant des romans, des livres d'histoire, des ouvrages de littérature d'enfance et de jeunesse. ArtScroll est une des plus grandes maisons d'édition pour ouvrages à thèmes juifs aux États-Unis.

## Œuvres
- Nosson Scherman. The Stone Edition Chumash - Full Size. he Torah, Haftaros, and Five Megillos with a commentary from Rabbinic writings. ArtScroll Mesorah Publications, New York, 1993[13].
- Nosson Scherman. Stone Edition Tanach  The Torah / Prophets / Writings. The 24 books of the bible newly translated and annotated. ArtScroll Mesorah Publications, New York, 1998
- Nosson Scherman & Meir Zlotowitz. Machzor Yom Kippur. ArtScroll Mesorah Publications, New York, 1998
- Menachem Davis (Rabbi) & Nosson Scherman (Rabbi). The Milstein Edition of the Later Prophets: Ezekiel / Yechezkel. The Later Prophets - with a commentary anthologized from the Rabbinic writings. ArtScroll Mesorah Publications, New York, 2015